# ギュルヴィ

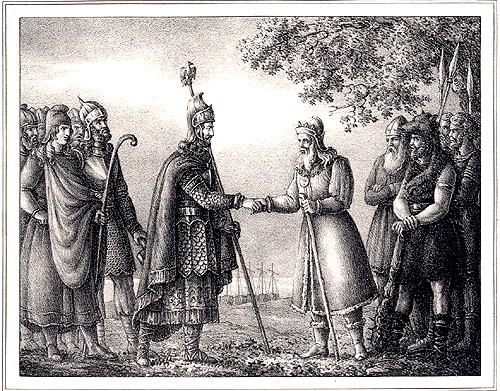
オーディンを迎えるギュルヴィ。（Hugo Hamiltonによる。1830年）

ギュルヴィ (Gylfi, Gylfe, Gylvi, Gylve) は、スウェーデン王国の最古の王といわれているが、実在の人物ではないとされている。
彼から続く4世紀 - 5世紀頃までの王は多くが神話伝説上の存在と考えられている。

## ギュルヴィ王

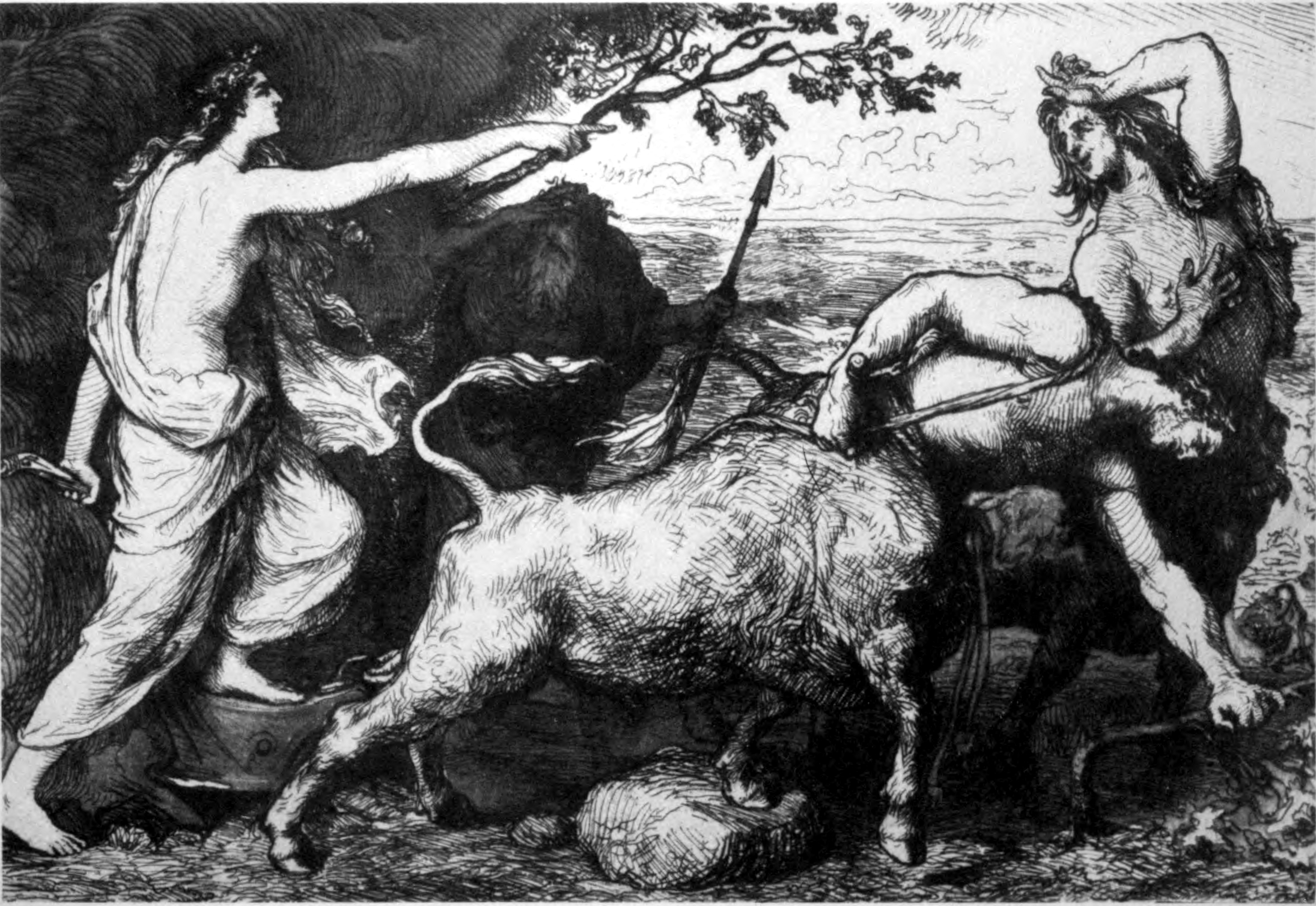
ヴィクトル・リュードベリの著書『Teutonic Mythology』（1906年）に描かれたギュルヴィ王とゲフィオン。

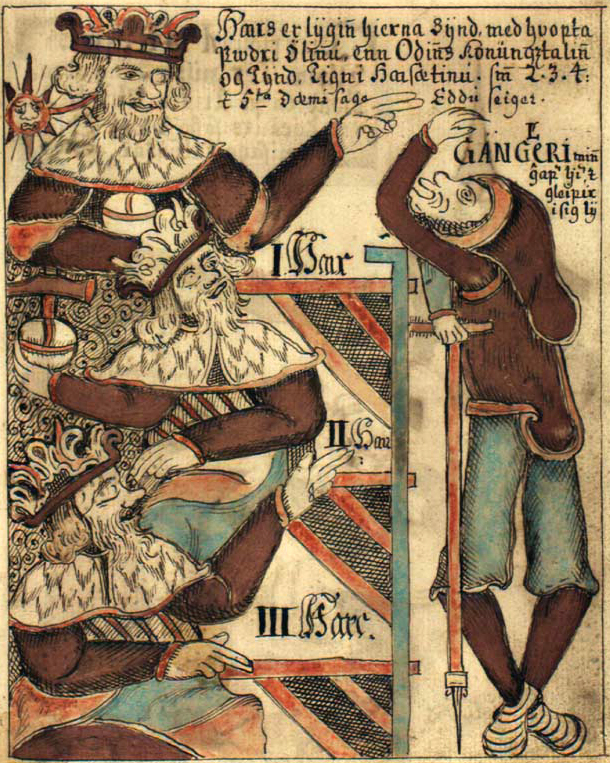
写本『NKS 1867 4to』に描かれた、ギュルヴィが神話を教えられる場面。

ギュルヴィ王の名は北欧神話の中に登場している。

### ギュルヴィ王とゲフィオン
スノッリ・ストゥルルソンによる『ユングリング家のサガ』（『ヘイムスクリングラ』の最初の章）と『スノッリのエッダ』第一部『ギュルヴィたぶらかし』には、ギュルヴィ王が女神ゲフィオンに、一晩で耕すことができた面積の土地を与えるともちかけた話が収録されている。
ゲフィオンは4人の息子を雄牛に変身させると、島をつくるのに十分な土砂を鋤き取って海へ運んだ。その島がデンマークのシェラン島、えぐられた場所がスウェーデンの湖メーラレン湖である。
この伝説を記念して、1908年にAnders Bundgaardによってブロンズ製の彫刻が制作された。それは「ゲフィオンの噴水」と呼ばれ、デンマークの首都コペンハーゲンにある。

### ギュルヴィ王とアース神族
『ユングリング家のサガ』は、おそらくは歴史上の王であるオーディンとその被支配者らが新しい土地に作った居留地古シグトゥーナをどのように入手したかを語っている。すなわち、オーデンセに住んでいたオーディンは、東のギュルヴィと魔法で争ったが常にオーディンらアース側が勝利し、ギュルヴィもアースには敵わないと理解し、最終的にオーディンとギュルヴィは和睦した。ログと呼ばれていたメーラレン湖の畔の土地を得たオーディンは、そこをシグトゥーナと名付けたという。
のちにギュルヴィ王は、アース神族を信仰する人々によって広められた宗教を教えられることとなる。
すなわち、スノッリの書いた物語『ギュルヴィたぶらかし』において、ギュルヴィ王は、アース神族の3人の王との対話の形をとって北欧神話の概説を聞くこととなった。

## その他の神話伝説時代のスウェーデン王
スウェーデン王家の古代の王についての記述は、『ヘイムスクリングラ』や『ユングリング家のサガ』のような書物を出典にしているものの、その存在は神話伝説的な領域に含まれている。それでもこうした王が歴史的基盤を持つことがしばしば提唱されている。

ただしこうした見方は一般には歴史上の根拠があるとは思われていない。
しかしながら、「王」の概念がゲルマン祖語が起源（「*kuningaz」。フィンランド語に「kuningas」として借用された）であること、そして、スヴェーア人（en:Suiones。のちのスウェーデン人）と彼らの王がともに98年という早い時期にタキトゥスによって言及されたという事実を考慮すれば、実在のスウェーデン王がこの期間にいたと考えて間違いないようである。
これらの王の後にも半神話伝説的な王が続いた。しかし彼らはスウェーデン史でも実在したと考えられている王である。

### 神話伝説時代の王の一覧
- ギュルヴィ
- オーディン
- ニョルズ
- ユングヴィ・フレイ

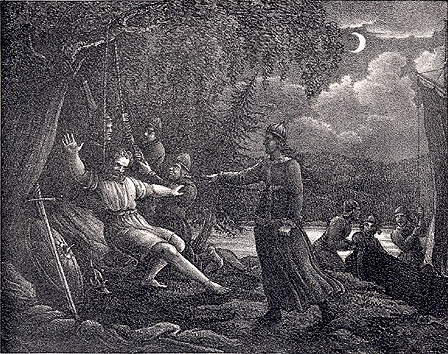
アグニ王はヴィースブルの所有していた黄金の首飾りを着けて眠っていた。妻のスキャールヴがその首飾りに綱をつけ、部下に命じさせて綱を引き上げさせ、王を首吊りにした。（Hugo Hamiltonによる。1830年）

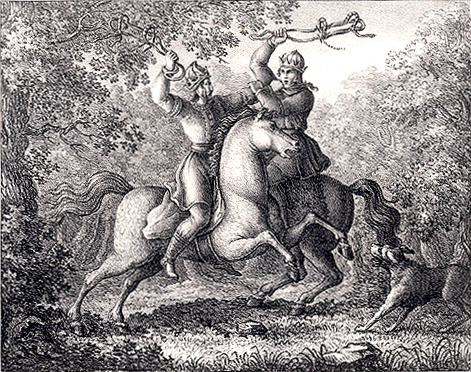
馬のくつわを用いて殺し合うアルレク王とエイリーク王の兄弟。（同）

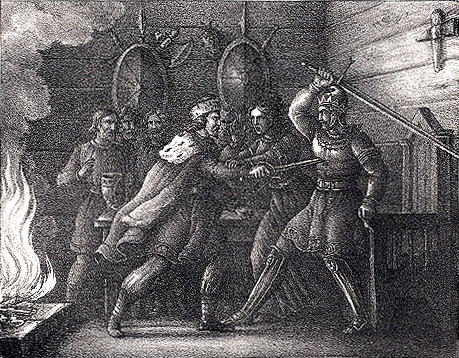
兄弟でありながら殺し合うユングヴィ王とアールヴ王（アルレク王の息子達）。（同）

- フィヨルニル （紀元前1世紀～1世紀初頭？）
- スヴェイグジル（1世紀）
- ヴァンランディ
- ヴィースブル
- ドーマルディ（2世紀？）

ドーマルディはスウェーデン人画家カール・ラーションによる油絵『冬至の生贄』の題材となった。
- ドーマル
- デュグヴィ (en:Dyggvi)
- 〈賢明なダーグ〉（Dagr Spaka）（3世紀？） (en:Dag the Wise)
- アグニ[注釈 2]（4世紀？） (en:Agne)
- アルレクとエイリーク[注釈 3] (en:Alrek and Eirík)
- ユングヴィとアールヴ[注釈 4] (en:Yngvi and Alf)
- フグレイク (en:Hugleik)
- ハキ[注釈 5] (en:Haki)
- ヨールンド（4世紀？） (en:Jorund)
- アウン、ハルヴダン、〈勇敢なアーリ〉（4世紀 - 5世紀ごろ） (en:Aun、en:Halfdan、en:Ale the Strong)

※フィヨルニル以降の王のカタカナ名表記は『ヘイムスクリングラ - 北欧王朝史 -』での表記（ヴァンランディのみ「アドルフ・ノレーン編フヴィンのショーゾールヴル作『ユングリンガ・タル、あるいはイングリング列王詩』（前編）」（伊藤盡、『杏林大学外国語学部紀要』第17号、2005年）での表記）に拠った。